# ماتيو أسيلين
ماتيو أسيلين (بالفرنسية: Mathieu Asselin؛ بالإسبانية: Mathieu Asselin) هو مصور أخبار فرنسي وفنزويلي، ولد في 25 يونيو 1973 في آكس أون بروفانس في فرنسا.